# Tievanjärvi
Tievanjärvi är en sjö i Pajala kommun i Norrbotten och ingår i Kalixälvens huvudavrinningsområde. Sjön har en area på 0,0479 kvadratkilometer och ligger 253,8 meter över havet.

## Delavrinningsområde
Tievanjärvi ingår i det delavrinningsområde (748665-177844) som SMHI kallar för Utloppet av Saittajärvi. Medelhöjden är 223 meter över havet och ytan är 15,95 kvadratkilometer. Räknas de 7 avrinningsområdena uppströms in blir den ackumulerade arean 70,4 kvadratkilometer. Saittajoki som avvattnar avrinningsområdet har biflödesordning 4, vilket innebär att vattnet flödar genom totalt 4 vattendrag innan det når havet efter 229 kilometer. Avrinningsområdet består mestadels av skog (53 procent) och sankmarker (22 procent). Avrinningsområdet har 3,65 kvadratkilometer vattenytor vilket ger det en sjöprocent på 22,9 procent.